# Roberto Zubillaga
Roberto César Zubillaga Airaldi  (Montevideo, Uruguay, 3 de abril de 1905 - Montevideo, Uruguay, 20 de enero de 1981), fue un magistrado uruguayo, quien se desempeñó como miembro del Tribunal de lo Contencioso Administrativo entre 1952 -año de su creación- y 1962.

## Primeros años
Nació en Montevideo el 3 de abril de 1905,hijo de Juan José Zubillaga Anaya, fallecido en 1915,y de Petrona Airaldi Fassio, fallecida en 1963.
Cursó estudios en la Facultad de Derecho de la Universidad de la República, donde se graduó como abogado.

## Fiscal en el interior
En diciembre de 1933 fue designado Fiscal Letrado de Cerro Largo.
En junio de 1935 fue trasladado a la Fiscalía Letrada de Durazno.

## Juez Letrado en el interior
En febrero de 1936 dejó el Ministerio Público e ingresó en la carrera judicial al ser nombrado Juez Letrado de Artigas.
En diciembre del mismo año fue trasladado al Juzgado Letrado de Salto de Primer Turno.
En diciembre de 1937 pasó a desempeñarse como Juez Letrado de Tacuarembóy en noviembre de 1938 pasó al mismo cargo en Durazno.
Por último, en junio de 1942 fue transferido al Juzgado Letrado de Florida, su último cargo en el interior del país.

## Juez Letrado en la capital
En diciembre de 1942 fue ascendido a cumplir funciones en Montevideo, inicialmente como Juez Letrado Correccional de 1er Turno.
Desde junio de 1945 fue titular del Juzgado Letrado Nacional de Hacienda y de lo Contencioso Administrativo de Primer Turno.

## Tribunal de lo Contencioso Administrativo
El 14 de febrero de 1952 la Asamblea General lo eligió, junto a Fermín Garicoits, a Carlos María Larghero, a Eliseo Bordoni Posse y a Raúl Moretti, como ministros del primer Tribunal de lo Contencioso Administrativo, órgano jurisdiccional que acababa de ser creado por la nueva Constitución de 1952.Al día siguiente, junto a sus colegas, declararon constituido el Tribunal.
Zubilllaga ocupó la Presidencia del Tribunal en los años 1955,1959y 1962.
Cesó en su cargo como ministro del TCA en febrero de 1962, junto con Bordoni Posse y Moretti, al cumplir los diez años en el mismo, período máximo de permanencia habilitado por la Constitución.
Garicoits y Larghero se habían retirado en 1957 y sus vacantes nunca habían sido cubiertas, por lo que al cesar los restantes tres ministros el Tribunal quedó totalmente desintegrado. Ante ello, el mismo mes de febrero de 1962 la Asamblea General designó finalmente su nueva integración, compuesta por Alberto Sánchez Rogé, José María Piñeyro, Carlos Durán Rubio, José María França y Juan Carlos Nario.

## Otras actividades
Con posterioridad a su retiro como magistrado, Zubillaga ocupó otros cargos menores en diversos organismos para los que fue designado por el Poder Ejecutivo en distintos períodos. 
Así, en mayo de 1962 fue nombrado miembro del Directorio del Estatuto del Funcionario.
En febrero de 1968, por recomendación de la Suprema Corte de Justicia, fue designado miembro de un Tribunal Arbitral para intervenir y resolver un conflicto laboral relativo a la empresa FUNSA,en tanto que en agosto del mismo año integró un Tribunal de Conciliación relativo a otra controversia similar en la empresa CUTCSA,lo que se reiteró en abril de 1970.
En febrero de 1969 fue nombrado miembro titular de la Comisión Nacional del Servicio Civil,cargo para el que fue confirmado en noviembre de 1974 por un nuevo período.

## Vida personal. Fallecimiento
Contrajo matrimonio en 1934 con María Blanca Cardellino,quien falleció en 1959; y tras enviudar, en 1963 se casó en segundas nupcias con Olga Iglesias Valenzuela.
Roberto Zubillaga falleció en Montevideo el 20 de enero de 1981, a los 75 años de edad.Para entonces, y desde el deceso de Larghero ocurrido en 1977, era el único superviviente de los integrantes fundadores del Tribunal de lo Contencioso Administrativo.